# Marko Leino

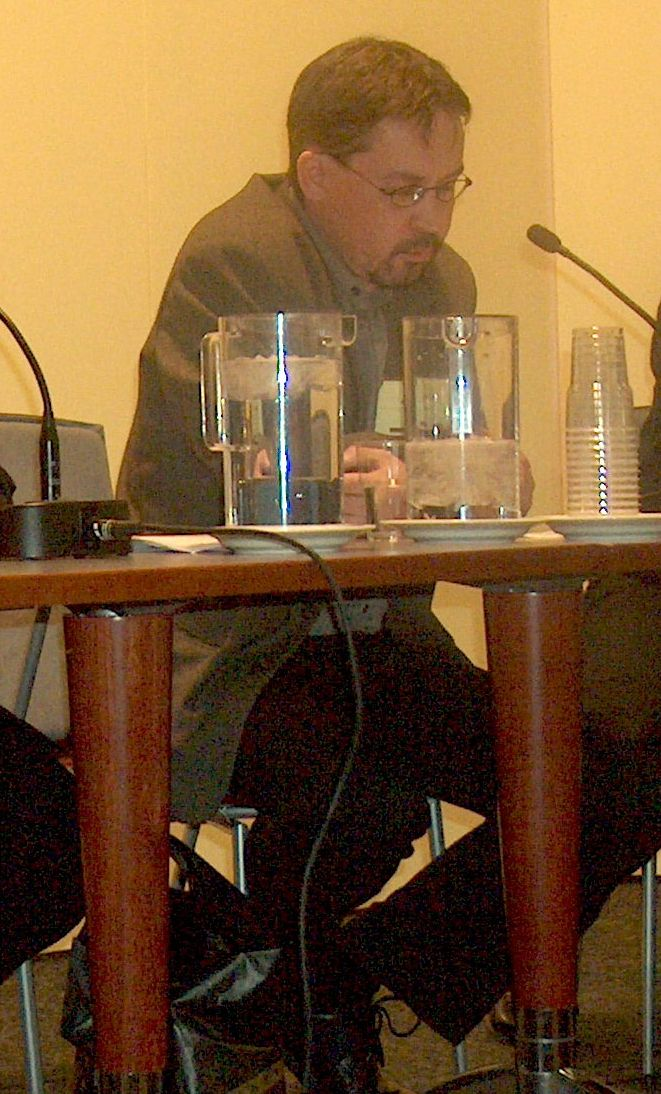
Marko Leino vid bokmässan i Helsingfors 2004.

Marko Leino, född 8 september 1967 i Hyvinge, Finland, är en finsk författare, filmmakare och poet. I sitt hemland är han kanske mest känd för den kontroversiella porträtteringen av backhopparen, tillika nationalhjälte, Matti Nykänen, i filmen Matti (2006). Han har också skrivit pjäser, deckare och barnböcker. 1999 mottog han Kalevi Jäntti-priset för sin debut, novellsamlingen Miehen tehtävä.